# Mieridduryn bonniae
Mieridduryn bonniae — викопний вид членистоногих з вимерлого класу динокарид (Dinocaridida), що існував у середньому ордовику. Описаний у 2022 році.

## Скам'янілості
Вид описаний з єдиного зразка, що виявлений у приватному кар'єрі поблизу міста Лландріндод-Веллс на сході Уельсу (Велика Британія). Цей кар'єр є частиною вулканічної формації Гілверн, а знайдені граптоліти датують це місце дарривільським ярусом середнього ордовику (458—467 млн років тому).

## Назва
Родова назва Mieridduryn походить від валлійських слів mieri («ожина») і duryn («морда»). Назва виду bonniae вшановує Бонні Дуель, племінниці власників ділянки, де знайдено рештки. Родина значно підтримала дослідження на місці після відкриття біоти.

## Опис
Ця тварина має багато рис, характерних для динокарид (включно з чотирирадіальним ротовим апаратом, махаючими придатками тулуба та лапами, схожими на лобоподи). Довжина зразка на дорсальному краю скам'янілості становить близько 13 мм. Голова істоти мала зрощений хоботок, який мав тонкі шипи, що відходили від вершини, і міг також мати відросток, схожий на кігті. На верхній частині голови був дорсальний склерит круглої форми (подібний до тих, що спостерігаються у радіодонтів). Рот цієї тварини, схожий на ротовий конус, мав довжину 0,4 мм і зберігав кілька злегка склеротизованих пластинок. Ділянка тулуба мала два типи придатків — це були лобоподоподібні кінцівки та дорсолатеральні клапті. Ці особливості важливі, оскільки спочатку вони були відомі лише від опабініїд і радіодонтів.

## Класифікація
Було проведено дві основні класифікації цієї істоти, і вони показали різні результати. Одне дослідження показало, що ця тварина утворює монофілетичну групу з радіодонтами та дейтероподами. Інше, краще підтверджене дослідження натомість виявило, що ця тварина є опабініїдом, який досить пізно вижив. Справжня класифікація цієї тварини все ще обговорюється. Однак вид показує, що загальна морфологія опабініїд існувала набагато довше, ніж вважалося раніше.
|  | Mieridduryn                                                |
|  |                                                            |
|  | \| \| Radiodonta \| \| \| \| \| \| Deuteropoda \| \| \| \| |
|  |                                                            |
|  | Radiodonta                                                 |
|  |                                                            |
|  | Deuteropoda                                                |
|  |                                                            |

|  | Radiodonta  |
|  |             |
|  | Deuteropoda |
|  |             |

|  | Mieridduryn                                                |
|  |                                                            |
|  | \| \| Radiodonta \| \| \| \| \| \| Deuteropoda \| \| \| \| |
|  |                                                            |
|  | Radiodonta                                                 |
|  |                                                            |
|  | Deuteropoda                                                |
|  |                                                            |

|  | Radiodonta  |
|  |             |
|  | Deuteropoda |
|  |             |